# Steuerfuss
Der Steuerfuss (französisch le coefficient, italienisch il tasso fiscale, rätoromanisch il pe da taglia) ist ein Begriff aus dem kommunalen und kantonalen Steuerrecht der Schweiz. Er bezeichnet den von den Gemeinden und vom Kanton jährlich festgelegten Steuersatz, bezogen auf den im kantonalen Steuergesetz festgelegten Grundtarif («einfache Staatssteuer»).

## Grundlage
Aufgrund der föderalistischen Struktur der Schweiz liegt das Besteuerungsrecht nicht nur beim Bund, sondern ganz primär auf Kantons- und Gemeindeebene (siehe auch: Steuerrecht (Schweiz)).
In jedem Kanton der Schweiz gibt es ein einheitliches Steuergesetz, welches die sogenannte einfache Steuer für Einkommen und Vermögen (natürliche Personen) bzw. Gewinn und Kapital (juristische Personen) festlegt. Der Kanton und die Gemeinden haben nun die Möglichkeit, in einer aktiven Steuerpolitik ihre Steuerfüsse so zu gestalten, dass daraus ein Wettbewerb der Gemeinden als Wirtschaftsstandort resultiert.

## Beispiel

### Ausgangslage
Dies sei an zwei Gemeinden aus dem Kanton Thurgau demonstriert (ohne Berücksichtigung der direkten Bundessteuer):
Grundlage ist eine unverheiratete katholische natürliche Person mit einem steuerpflichtigen Einkommen von 100'000 Franken und einem steuerpflichtigen Vermögen von 250'000 Franken.
Auf Kantonsebene ist die einfache Steuer in beiden Gemeinden gleich hoch. Sie beträgt als
| Steuer          | Betrag (Fr.) |
| --------------- | ------------ |
| Einkommensteuer | 6'176.00     |
| Vermögensteuer  | 275.00       |
| Total           | 6'451.00     |

### Steuerbetrag Gemeinde Bottighofen
In der Gemeinde Bottighofen beläuft sich der Steuerfuss auf 237 % (132 % Staatssteuer (Kanton), 39 % Gemeindesteuer, 54 % Schulsteuer und 12 % Kirchensteuer).
Somit ist der Steuerbetrag in Bottighofen:
| Steuer          | Berechnung       | Betrag (Fr.) |
| --------------- | ---------------- | ------------ |
| Einkommensteuer | 6'176.00 × 237 % | 14'637.10    |
| Vermögensteuer  | 275.00 × 237 %   | 651.75       |
| Total           |                  | 15'288.85    |

### Steuerbetrag Gemeinde Berlingen
In der Gemeinde Berlingen beläuft sich der Steuerfuss auf 347 % (132 % Staatssteuer (Kanton), 75 % Gemeindesteuer, 110 % Schulsteuer und 30 % Kirchensteuer).
Somit ist der Steuerbetrag in Berlingen:
| Steuer          | Berechnung       | Betrag (Fr.) |
| --------------- | ---------------- | ------------ |
| Einkommensteuer | 6'176.00 × 347 % | 21'430.70    |
| Vermögensteuer  | 275.00 × 347 %   | 954.25       |
| Total           |                  | 22'384.95    |